# Wulfila tauricorneus
Wulfila tauricorneus är en spindelart som beskrevs av Pelegrín Franganillo Balboa 1935. 
Wulfila tauricorneus ingår i släktet Wulfila och familjen spökspindlar. Artens utbredningsområde är Kuba. Inga underarter finns listade i Catalogue of Life.